# Italia en los Juegos Paralímpicos de Lillehammer 1994
Italia estuvo representada en los Juegos Paralímpicos de Lillehammer 1994 por un total de 23 deportistas, 19 hombres y cuatro mujeres.

## Medallistas
El equipo paralímpico italiano obtuvo las siguientes medallas:
| Nombre           | Deporte        | Evento                                 |
| ---------------- | -------------- | -------------------------------------- |
| Oro              |                |                                        |
| —                |                |                                        |
| Plata            |                |                                        |
| Bruno Oberhammer | Esquí alpino   | Descenso B3 masculino                  |
| Bruno Oberhammer | Esquí alpino   | Eslalon B3 masculino                   |
| Bruno Oberhammer | Esquí alpino   | Eslalon gigante B3 masculino           |
| Bruno Oberhammer | Esquí alpino   | Supergigante B3 masculino              |
| Helmut Wolf      | Esquí alpino   | Descenso LWX masculino                 |
| Helmut Wolf      | Esquí alpino   | Supergigante LWX masculino             |
| Dorothea Agetle  | Esquí de fondo | 10 km silla de esquí LW10-11 femenino  |
| Bronce           |                |                                        |
| Silvia Parente   | Esquí alpino   | Eslalon B1-2 femenino                  |
| Josef Erlacher   | Esquí alpino   | Descenso B3 masculino                  |
| Manfred Perfler  | Esquí alpino   | Eslalon B3 masculino                   |
| Dorothea Agetle  | Esquí de fondo | 2,5 km silla de esquí LW10-11 femenino |
| Dorothea Agetle  | Esquí de fondo | 5 km silla de esquí LW10-11 femenino   |
| Ernesto Vinante  | Esquí de fondo | 10 km LW2/3/9 masculino                |